# 地上げ屋

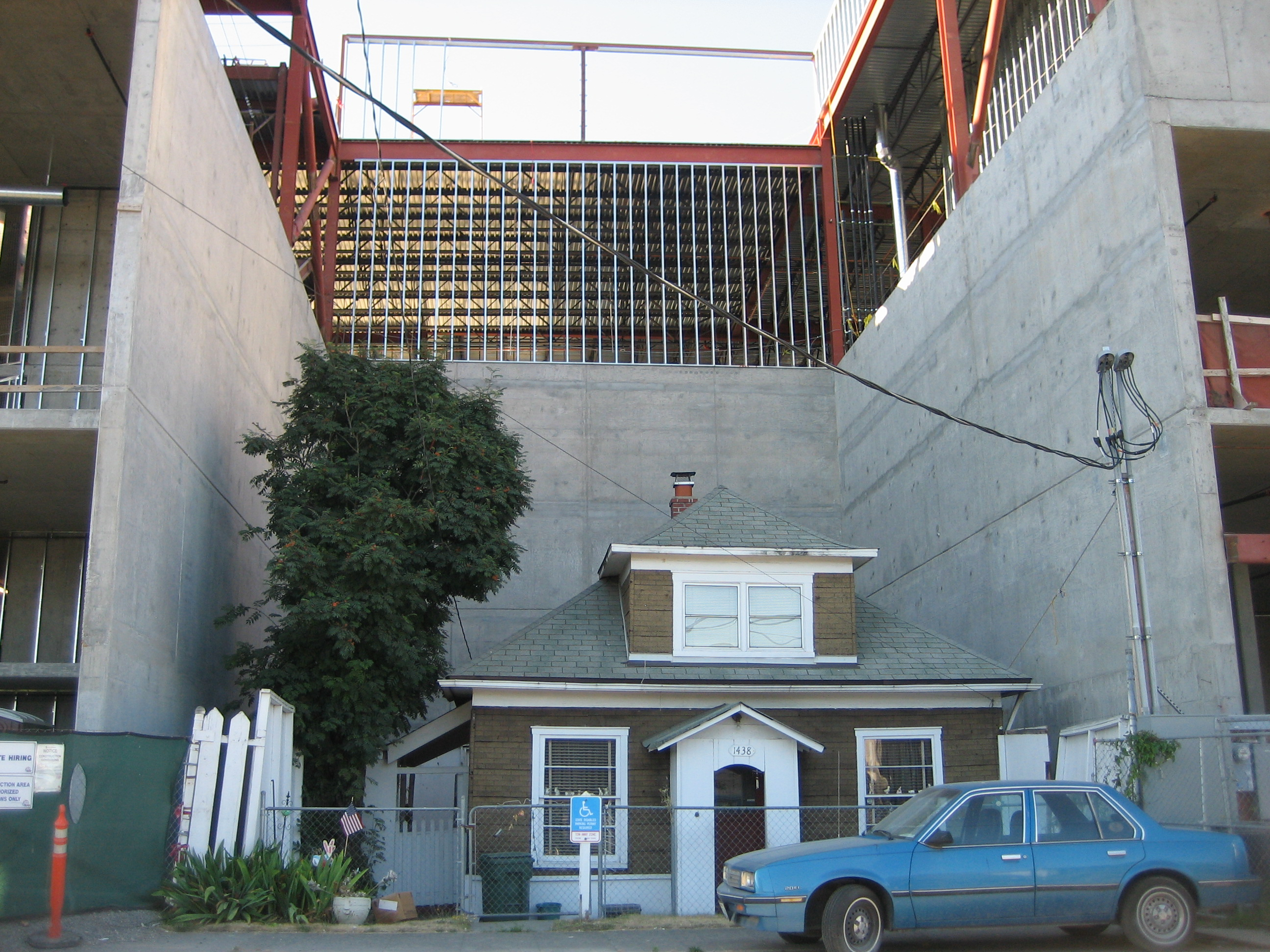
地上げに応じないと、家は残っても周囲を壁で囲まれたり深く掘られたりして、執拗に嫌がらせを受け立ち退きを強いられる。写真はアメリカ・シアトルの事例。

地上げ屋（じあげや）とは、大手不動産会社やデベロッパーから依頼され、地主や借地・借家人と交渉して土地の売買契約や物件からの立ち退き契約を取り付けることをする不動産。

## 日本での事例
土地は細切れの状態よりも街区単位でまとまっている方が、大規模な建築物が建てられ面積当たりの利用価値が高くなる。そのため細切れの土地を買い取り区画を大きくするために行われる。所有権や借地権が細かく入り組んだ土地や建物を整理し、新たにまとまった面積の更地を確保するために，大手不動産業者やデベロッパーなどが「地上げ屋」に依頼して土地売買契約や立退き契約を取り付ける。またその過程には銀行などの金融機関も深く関与するため経済犯罪の様相を呈する。
1980年代後半から1990年代初頭の日本におけるバブル景気時代には、地価が右肩上がりで高騰を続けた。そうした中で「地上げ屋」が台頭し、地主や住民を騙したり恫喝して強引に土地を買い漁り、街区単位でまとまった段階で転売して、膨大な利益を上げる地上げ屋が台頭した。そうした地上げ行為には不動産業者（デベロッパー）と結託した暴力団などの反社会的勢力が深く関与し、暴力的手段によって立ち退きを迫った。その最たる例として、営業中の店に事故を装ったトラックやダンプカーを突っ込ませる、狭小木造家屋の密集地に不審火を装い放火するなどの手口がある。バブル時代には地上げに絡むトラブルにより殺人事件や傷害事件に発展したり、被害者の中には自殺に追い込まれる者も多数発生した。
バブル期にはこうした強引かつ暴力的な手法で土地売買を公然と行う業者が増加し、不動産業界のモラルが低下するとともに、暴力団の地上げ行為により昔からその土地に住んでいた地域住民の生存権や財産権が脅かされる事件が社会問題化したことも、1992年の暴力団員による不当な行為の防止等に関する法律（通称「暴対法」）施行の背景にあった。なお同法9条では暴力団の禁止行為の一つとして「地上げをすること」と明記されている。
1991年（平成3年）からはバブル崩壊が始まり、東京都区部の地価が暴落し、それに伴い地上げ屋の活動は鳴りを潜めた。地上げ途中だった街区は買収済みの更地が虫食い状に残り、旧来の町並みが破壊されたまま再開発も進まないという中途半端な「塩漬けの土地」として放置され、そのことがさらなる都市問題として残されることとなった。こうした「塩漬け」の空き地は固定資産税対策として暫定的に駐車場やコインパーキングなどに転用されていた。
その後、1990年代後半に諸外国からの資金により不動産ファンドが活性化して市場に勢いが出てくると、それに釣られて暴力団が再び「地上げ屋」として跋扈し始める。2000年代に入ると景気回復に伴い、オフィスビルなど不動産市場は活況を呈した。しかしアメリカのサブプライム住宅ローン危機に端を発したリーマン・ショック（世界金融危機）により、不動産市況の活動はまたしても沈下した。
中国系の不動産業者が賃貸マンションを取得し、民泊に転用するため、家賃を吊り上げて住人を追い出す事例も確認されている。

### 地上げ屋に関する作品・人物
1980年代当時のテレビドラマや漫画・アニメ作品などでも、世相を反映して暴力団まがいの地上げ屋が描写されることが多かった。一例として、鳥山明の漫画『ドラゴンボール』に登場するフリーザも当時の地上げ屋を基に考案されたキャラクターであり、作中でも「宇宙の地上げ屋」という設定で登場している。また、高橋陽一の漫画『翔の伝説』ではテニスクラブ同士による乗っ取りをめぐる攻防が出てくるが、これも当時の暴力団や地上げ屋の暗躍をモチーフとしたものである。
そのほか、地上げ屋を題材とした作品には以下のようなものがある。
- バブル (テレビドラマ)
- ドン松五郎の大冒険 - 自然遊園を狙う地上げ屋父子と、犬のドン松五郎父子の戦いを描いた1987年公開の日本映画。
- マルサの女2 - 地上げ屋を生業とする宗教団体と国税局査察部の戦いを描いた1988年公開の日本映画。

また作家の宮崎学は自ら「元地上げ屋」であることを公言しており、自著などでその経験についても書いている。一方で地上げに遭って闘った著名人もおり、女優の馬渕晴子は地上げ屋から被害を受けて不動産業者を相手取り裁判を起こして争った。

## 中国の地上げ屋

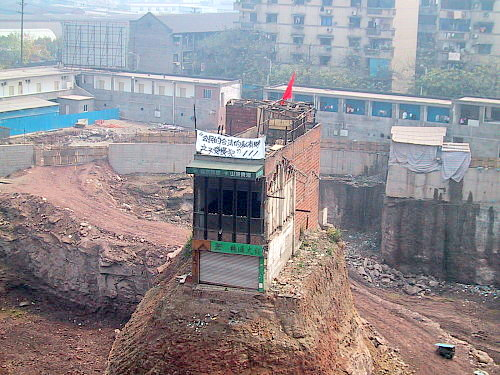
絶対に地上げに応じない決意を掲げる家。写真は中国の重慶、重慶楊家坪商圈事件の事例。

資本主義経済で土地取引は民間不動産業者が主体となる日本とは異なり、共産主義国家の中華人民共和国では土地が全て国有と公有であることから、土地使用権の売買を財源とする地方政府がチャイニーズマフィアや警察も動員して死傷者も出す地上げ行為を行って人権問題となっている。
強引に立ち退きを迫る地方政府に抵抗する住民が孤立化させられる「釘子戸」が、報道やインターネットで拡散され、世界的に注目された。